# Saint-Pierre-d'Autils
Saint-Pierre-d'Autils è un comune francese di 1 023 abitanti situato nel dipartimento dell'Eure nella regione della Normandia.

## Società

### Evoluzione demografica
Abitanti censiti